# Angelo Carlos Pretti
Angelo Carlos Pretti (sinh ngày 10 tháng 8 năm 1965) là một cầu thủ bóng đá người Brasil.

## Sự nghiệp câu lạc bộ
Angelo Carlos Pretti đã từng chơi cho Yokohama Flügels, Kyoto Purple Sanga, Montedio Yamagata và Tokyo Gas.